# Merijn van Delft
Merijn van Delft (13 maart 1979) is een Nederlandse schaker en schaaktrainer. Hij is sinds 2004 een Internationaal Meester (IM). Merijn is lid van de Internet Chessclub met 30.000 leden. Hij verzorgt een wekelijkse rubriek voor ChessBase.
- In 2003 eindigde Van Delft met 6 punten op de tweede plaats in het 10e Cultural Village schaaktoernooi te Wijk aan Zee. Ferenc Langheinrich werd eerste met 6½ punt.
- In 2006 won hij samen met IM Alexander Kabatianski het Apeldoornse Rapidkampioenschap.
- In 2014 werd hij Nederlands kampioen schaakvoetbal.
- In 2015 won hij het Atlantis schaaktoernooi in de stad Groningen.
- In 2017 won Van Delft met 7½ pt. uit 9 het 5e Hofheimer Frühjahrsopen[2] in Hofheim am Taunus.
- In 2017 werd hij, met 8 pt. uit 15, 7e in de B-finale van het NK lightningschaak.[3]

## Publicaties
- Dvd: Practical Chess Strategy: The Bishop (2020)[1]
- Boek: Mastering Positional Sacrifices (2020)[1]
- Boek: Chess Buccaneer: The Life and Games of Manuel Bosboom (2022, met Peter Boel)[4]